# Aspidonema stammeri
Aspidonema stammeri är en rundmaskart. Aspidonema stammeri ingår i släktet Aspidonema och familjen Bunonematidae. Inga underarter finns listade i Catalogue of Life.